# Льонок пісковий
Льонок пісковий (Linaria sabulosa) — вид квіткових рослин родини подорожникових (Plantaginaceae).

## Біоморфологічна характеристика
Це багаторічна рослина. Рослина 15–30 см заввишки. Стебла прямовисні чи висхідні, з розлогими гілочками. Листки яйцювато- чи довгасто-ланцетні, 6–14 × 2.5–7 мм, сидячі, майже охоплюють стебло, чергові, в нижній частині зближені, м'ясисті. Віночок жовтий, разом із шпорцем, 14–16 мм завдовжки, без нього 8–10 мм завдовжки.

## Поширення
Ендемік, Криму.
В Україні вид росте на приморських пісках — у Степовому Криму (Керченський та Тарханкутський півострова та ок. Євпаторії) та передгір'ях (Севастополь, Балаклава), зрідка; ендемік Криму.